# رزک (آوج)
رزک (آوج)، روستایی از توابع بخش آبگرم شهرستان آوج در استان قزوین ایران است.

## جمعیت
این روستا در دهستان خرقان شرقی قرار دارد و براساس سرشماری مرکز آمار ایران در سال ۱۳۸۵، جمعیت آن ۱۹۹ نفر (۴۸خانوار) بوده‌است. به زبان ترکی آذربایجانی سخن میگویند و مذهب مردم آن شیعه جعفری و درویش است